# Small Faces
Small Faces byla britská rock and rollová kapela z Londýna. Byla založena v roce 1965 Stevem Marriottem, Ronniem Lanem, Kenneym Jonesem a Jimmy Winstonem, ačkoliv byl Winston v roce 1966 nahrazen Ianem McLaganem.
Small Faces byli jednou z nejuznávanějších a nejvlivnějších mod kapel šedesátých let. Mezi jejich největší úspěchy patří hity "Itchycoo Park", "Lazy Sunday", "All or Nothing" nebo "Tin Soldier" a konceptuální album Ogdens' Nut Gone Flake. Před svým rozpadem v roce 1969 byli jednou z nejúspěšnějších britských psychedelických kapel. V roce 1969 od nich odešel Steve Marriott, aby si založil vlastní kapelu Humble Pie, a Small Faces se rozpadli. Ke zbývajícím třem členům se přidal Ronnie Wood jako kytarista a Rod Stewart jako hlavní zpěvák (oba z The Jeff Beck Group) a nová sestava se přejmenovala na Faces. V roce 1975 původní členové Small Faces kapelu obnovili, ale v roce 1978 se znovu rozpadli.
Small Faces je také přiznáván velký vliv na britpopové hnutí 90. let. Anglický hudební novinář Jon Savage je označil za „jedinou britskou skupinu, která předjímá rané Sex Pistols“. Sex Pistols přezpívali skladbu „Whatcha Gonna Do About It“ od Small Faces a jejich člen Glen Matlock vystupoval s obnovenou verzí následnické kapely Faces. Skupina byla uvedena do Rock and Roll Hall of Fame v roce 2012.

## Diskografie
Studiová alba
- Small Faces (1966)
- From The Beginning (1967)
- Small Faces (1967)
- Ogdens' Nut Gone Flake] (1968)
- The Autumn Stone (1969)
- Playmates (1977)
- 78 in the Shade (1978)

## Remakes
- Screaming Trees: Song Of A Baker
- Sex Pistols: Watcha Gonna Do 'Bout It
- Pretenders: Watcha Gonna Do 'Bout It
- The Jam: Get Yourself Together
- Uriah Heep: Tin Soldier
- Lou Gramm: Tin Soldier
- Great White: Afterglow
- Thunder: Lazy Sunday
- Brian May: Rollin' Over
- Gumball: Have You Ever Seen Me
- Dogs d'Amour: All Or Nothing
- The Lords of the New Church: All Or Nothing[13]
- Ride - That Man